# Caseta de Garrió
La Caseta de Garrió és un mas situat al municipi de Ginestar a la comarca catalana de la Ribera d'Ebre.